# Bilohirsk
|  | No s'ha de confondre amb Belogorsk (Amur). |

Bilohirsk (en ucraïnès Білогірськ; en tàtar de Crimea: Qarasuvbazar, Karasubazar; en rus: Белогорск, Belogorsk; grec antic: Mavron Kastron; nom que li donaren els genovesos: Maurocastro) és una ciutat de la República Autònoma de Crimea a Ucraïna, ocupada per Rússia però considerada part íntegra d'Ucraïna per la comunitat internacional. Es troba a 25 km al nord-est de Simferòpol a la vora del riu Biiuk Karasu. El 2016 tenia 16.428 habitants.
El nom, en ucraïnès i en rus, vol dir "Muntanya Blanca", mentre que el nom tàtar (adoptat per l'àrab i el turc) vol dir "Mercat de l'aigua negra" o "Mercat al riu de l'aigua negra" (armeni: Բելոգորսկ, Կարասու-Բազար; turc: Karasubazar; àrab: Karasu Bazar). La ciutat està en una plana ben regada al peu del Karabi Iailà o Massís de Karabi, part del sistema de les Muntanyes de Crimea que, tot i ser poc elevades, són vistoses i arreceren del vent.
En aquesta regió, hi ha el poble de 377 habitants anomenat Siniokàmianka.

## Història
S'han descobert restes d'antics poblaments a les coves properes d'Akkaya. L'Imperi Romà d'Orient ocupà les poblacions i terres costaneres de Crimea fins a les muntanyes, mentre que els khàzars, i successivament petxenegs, cumans i l'Horda d'Or, ocuparen les terres de l'estepa en general (no sols la de Crimea sinó també la d'altres parts d'Ucraïna).
Els romans d'Orient foren substituïts al segle xiii pels genovesos; quan es va establir el kanat de Crimea, els kans van triar algunes viles atractives entre l'estepa i la muntanya, com Bakhtxysarài, Akmesdjid (Simferòpol) i Karasu Basar (que esdevindria Bilohirsk) mateixa. En aquesta es va establir la principal tribu tàrtara, la dels Xirin, els caps de la qual (el begs) dominaven la regió entre la ciutat i l'estret de Kertx, tenien la seva capital en aquesta ciutat i van tenir un paper molt important dins del kanat (molt pocs kans van poder governar sense el suport dels begs dels Xirin). Els begs del Xirin van mantenir bones relacions amb els governadors otomans de Kaffa (ara Feodòssia).
Al segle xvii era una vila molt prospera coneguda com la Petita Istanbul. Al penya-segat blanc de Aq Qaya els begs dels Xirin es reunien per prendre les gran decisions (nomenament de kans, fer la guerra o la pau) i ho consideraven un lloc sagrat, i a més eren una bona defensa contra les incursions dels cosacs del Don. El 1654/1655 el visir tàtar Sefer Ghazi hi va construir un mercat cobert amb subministrament propi d'aigua i mesquita, banys, i porta de ferro defensiva. La ciutat estava a la ruta de les caravanes comercials i d'esclaus que anaven a Kaffa; tenia 8 ponts de fusta, molins d'aigua, 28 mesquites, 5 madrasses, 8 escoles alcoràniques, quatre hammams grans, 1140 botigues, 10 cafès i 40 tavernes (maykane), i un total d'unes 5500 cases amb sostre, excloses les dels cristians i jueus més pobres. Amb un mitjà de 6 persones per casa, la ciutat tenia entre 30 i 35 mil habitants en aquella època.
Al segle xviii, els tàtars van començar a exercir l'agricultura i l'artesanat, amb l'excepció els nogais, que restaren ramaders. El 1737, a causa de l'incendi i ocupació de Bakhtxysarài, el kan Fetih II Giray es va retirar a aquesta ciutat, que va esdevenir capital provisional del kanat; és per això que la ciutat fou atacada el 1738 pel general Münnich, amb soldats russos i calmucs, però l'atac fou rebutjat encara que la població va patir danys. El 1771, durant la Guerra russoturca (1768 - 1774), fou atacada i destruïda parcialment per les tropes de l'imperi Rus.
Després de l'ocupació russa la majoria de tàtars va fugir al Caucas o a Turquia; entre els que es van quedar encara hi va haver noves onades migratòries a causa de l'opressió colonial russa. La disminució de la població i la introducció d'objectes manufacturats a preu reduït, van ocasionar la progressiva decadència de la ciutat al segle xix. A mitjans del XIX, Demidof assenyala una població d'unes 15000 persones.
Al final del segle xix fou centre del moviment nacionalista tàtar impulsat per Gasprali i als primers anys del segle xx, es van fundar diaris i partits nacionalistes. Durant el període revolucionari i després, des de 1929 a 1941, els tàtars van patir repressió. En la Segona Guerra Mundial, el 1941, l'exèrcit alemany va ocupar Crimea i va matar molts habitants. Després de la guerra, el 1944, els tàtars que havien sobreviscut foren deportats a l'Àsia central pel règim de Stalin.

## Nota
1. ↑  Article en anglès sobre les atrocitats comeses contra els tàtars de Crimea i a Crimea en general.